# Zodarion fazanicum
Zodarion fazanicum là một loài nhện trong họ Zodariidae.
Loài này thuộc chi Zodarion. Zodarion fazanicum được J. Denis miêu tả năm 1938.